# Anime Summit
Anime Summit é uma convenção de anime e cultura japonesa que acontece na cidade de Brasília, Distrito Federal, tendo sua primeira edição em 2022. Organizada pela KDM e FEANBRA (Federação das Associações Nipo-brasileiras do Centro-Oeste), que também produz o Festival do Japão, o evento traz artistas japoneses em suas diversas edições.
A convenção costuma ter espaço para artistas exibirem e venderem seus produtos, comumente conhecido nesse tipo de evento com Artist’s Alley (ou Beco dos Artistas). Há a presença de dubladores, workshops, concursos de cosplay, gastronomia oriental e stands de lojas diversas vendendo produtos relacionados a cultura pop nipônica.
Em seu segundo ano, a organização anunciou outro evento, chamado Anime Summit Chibi, uma versão menor do evento principal; além do Anime Summit Teaser, para servir como aperitivo para o evento principal, que geralmente acontece no meio do ano.
Na edição de 2024, uma grande apresentação de dubladores de One Piece chamou a atenção, com 13 profissionais no palco simultaneamente respondendo perguntas do público e encenando momentos chave do anime.
Ainda em 2024, anunciaram um novo evento que substitui o Chibi. Chamado "Anime Summit Brasília", ele ocorreu em setembro e indica a intenção do evento de se expandir para outros estados.

## Histórico do evento
| Título                     | Datas                       | Local                                      | Atrações | Atrações | Fontes                                                                |
| -------------------------- | --------------------------- | ------------------------------------------ | --- | --- | --------------------------------------------------------------------- |
| Anime Summit 2022          | 27 a 29 de maio de 2022     | Pavilhão de Exposições do Parque da Cidade | - Música - Ricardo Cruz - Denilson Félix - Ricardo Nakase - Detonator - Diogo Miyahara - Gaijin Sentai - Maverick Hunters - Skullzy | - Dublagem - Guilherme Briggs - Wendel Bezerra - Charles Emmanuel - Mayara Stefane - Lucas Almeida - Roxxy Sant’Anna - Lipe Volpato - Francisco Júnior - Carol Valença - Glauco Marques - Bruno Sangregorio | [ 9 ]                                                                 |
| Anime Summit 2023          | 23 a 25 de junho de 2023    | Pavilhão de Exposições do Parque da Cidade | - Música - Takayoshi Tanimoto - Snowkel - Yumi Matsuzawa - Detonator - Denilson Félix - Mc Maha - Danger3 - Banda Kerberos - Maverick Hunters - Outros - Léo Stronda                                                                         | - Dublagem - Guilherme Briggs - Wendel Bezerra - Manolo Rey - Lipe Volpato - Luisa Palomanes - Bianca Alencar - Felipe Grinnan - Úrsula Bezerra - Francisco Júnior - Glauco Marques - Carol Valença - Adrian Tatini - Robson Kumode - Charles Emmanuel - Roxxy Sant’Anna | [ 10 ] [ 11 ] [ 12 ] [ 13 ] [ 14 ] [ 15 ] [ 16 ]                      |
| Anime Summmit Chibi        | 15 a 17 de dezembro de 2023 | Clube do Congresso                         | - Música - Rica Matsumoto - Tauz - Lunia - Diogo Miyahara - Maverick Hunters - Kerberos - Outros - Léo Stronda - Michihiko Suwa - Marcelo Robocop                                                                                            | - Dublagem - Tati Keplmair - Wendel Bezerra - Vanderlan Mendes - Glauco Marques - Carol Valença - Adrian Tatini - Roxxy Sant’Anna - Fábio Lucindo - Atuação - Takumi Tsutsui - Seiko Seno - Seiyū - Orine Fukushima | [ 17 ] [ 18 ] [ 19 ] [ 20 ] [ 21 ]                                    |
| Anime Summit Teaser        | 3 e 4 de fevereiro de 2024  | Arena BRB Nilson Nelson                    | - Música - Anison Lab (Ricardo Cruz e Lucas Araújo) - Burnout Syndromes - Hiroaki "TOMMY" Tominaga - Lunia - Maverick Hunters | - Música - Anison Lab (Ricardo Cruz e Lucas Araújo) - Burnout Syndromes - Hiroaki "TOMMY" Tominaga - Lunia - Maverick Hunters | [ 22 ] [ 23 ] [ 24 ]                                                  |
| Anime Summit 2024          | 18 a 21 de abril de 2024    | Pavilhão de Exposições do Parque da Cidade | - Música - MHRap - Hiroki Takahashi - Planck Stars - Yumi Matsuzawa - Marina Del Ray - Mika Kobayashi - Junko Iwao - DJ Nay - Vinnie Pereira - Lunia - Maverick Hunters - Atuação - Shouhei Kusaka - Hiroshi Watari - Outros - Muca Muriçoca | - Dublagem - Lipe Volpato - Guilherme Briggs - Vyni Takahashi - especial dublagem Dragon Ball Z - Wendel Bezerra - Tânia Gaidarji - Cecília Lemes - Marcelo Campos - Vanderlan Mendes - especial dublagem One Piece - W. Bezerra, M Campos, V. Mendes - Glauco Marques - Carol Valença - Adrian Tatini - Francisco Júnior - Fernando Mendonça - Tati Keplmair - Duda Ribeiro - Agatha Paulita - Mauro Ramos - Samira Fernandes | [ 25 ] [ 26 ] [ 27 ] [ 28 ] [ 29 ] [ 30 ] [ 31 ] [ 32 ] [ 33 ] [ 34 ] |
| Anime Summit Brasília 2024 | 27 a 29 de setembro de 2024 | Pátio Brasil Shopping                      | - Música - Moeno Azuki - Ryoji Takarabe - DJ Nay - Shohei Sato - Xamuel MC - Maverick Hunters - Outros - Kami - André Santi - Lunarun | - Dublagem - Alfredo Rollo - Glauco Marques - Gaby Milani - Tati Keplmair - Vyni Takahashi - Robson Kumode - Marcelo Campos - Carlos Seidl - Cecília Lemes - Dláigelles Silva - Lucas Almeida - Roxxy Sant’Anna | [ 8 ] [ 35 ] [ 36 ] [ 37 ]                                            |
| Anime Summit 2025          | 25 a 27 de julho de 2025    | Pavilhão de Exposições do Parque da Cidade | - Música - Jiluka - Kaya - Ayumi Miyazaki - Miura Jam - Raijin - Banda Kerberos - Akeboshi - Chrono - Felícia Rock - Takeru - Maverick Hunters - Sayuri - Outros - Felca - Sergio Sacani - Diogo Defante - Chapéus de Palha - Denver Moura   | - Dublagem - Feh Dantas - Luísa Horta - Alfredo Rollo - Francisco Júnior - Felipe Grinnan - Bianca Alencar - Batalha Otaku - Xamuel - Brennuz - Devilzinha - Gomes MC - Tonhão - Lino - Neiff - DJ Rubens MC - Raika | [ 38 ] [ 39 ] [ 40 ] [ 41 ] [ 42 ]                                    |